# Interferent endocrí

Una comparació de les estructures de l'hormona natural estradiol (esquerra) i un dels nonilfenols (dreta), un interferent endocrí

Un interferent endocrí, pertorbador endocrí, desregulador endocrimi o disruptor endocrí (anglicisme) és una substància o mescla exògena que altera la funció del sistema endocrí i, per tant, causa efectes adversos sobre la salut en un organisme intacte, o en la seva progènie, o en la població (segons l'Organització Mundial de la Salut (OMS) ha establert una definició OMS/IPCS, 2002). Aquests trastorns poden causar tumors cancerosos, defectes de naixement i altres trastorns del desenvolupament. Recentment la Endocrine Society va emetre un comunicat llistant diferents patologies o sistemes on els interferents endocrins podrien tenir un paper rellevant: l'obesitat, la diabetis, la reproducció femenina, la reproducció masculina, els càncers sensibles a les hormones en les dones, el càncer de pròstata en els homes, la tiroide, i els sistemes de desenvolupament neurològic i neuroendocrins.
Quan parlem de disruptors endocrins ens referim als compostos químics sintètics que interfereixen amb la senyalització hormonal. Com que aquesta senyalització controla com s'activen (o es desactiven) els gens al llarg de les nostres vides, el producte químic sintètic pot afectar cada fase del desenvolupament, del creixement i del curs de la vida. Més recentment es descobreix una nova dimensió per a la disrupció endocrina coneguda com a "herència epigenètica transgeneracional": si un fetus en l'úter està exposat en un moment clau del desenvolupament, no només es produiran conseqüències sobre el fetus exposat a mesura que creix fins a l'edat adulta, sinó que aquestes conseqüències també afectaran els nets i els besnets de la mare exposada (Myers, 2019, pàgs. 20 i 21).
Hi ha hagut controvèrsia sobre els interferents endocrins, amb alguns grups que demanaven una acció ràpida dels reguladors per eliminar-los del mercat, i els reguladors i altres científics que demanen més estudis. Alguns interferents endocrins s'han identificat i retirat del mercat (per exemple, un medicament anomenat dietilestilbestrol), però no se sap si alguns interferents endocrins en el mercat en realitat perjudiquen els éssers humans i la vida silvestre a les dosis a la qual la vida silvestre i els éssers humans estan exposats. A més, un document científic clau, publicat a la revista Science, que va ajudar a llançar el moviment dels que s'oposen als interferents endocrins, es va retractar i el seu autor havia comès frau científic.
Els interferents endocrins interfereixen en la funció endocrina de tres maneres possibles:
- Imitant l'acció d'una hormona natural, com ara la testosterona, i d'aquesta manera posant en marxa reaccions químiques similars en el cos.
- Blocant els receptors hormonals de les cèl·lules i impedint l'acció normal de les hormones.
- Influint sobre la síntesi, el transport, el metabolisme i l'excreció d'hormones i, per tant, alterant la concentració natural d'hormones.

A través dels aliments s'ingereixen substàncies amb efecte hormonal, com ara la testosterona que es troba de manera natural a la carn o les flavones que conté la soja. Aquestes substàncies presents en els aliments no s'acumulen, són metabolitzades ràpidament per l'organisme humà i no causen efectes adversos.

## Classificació
Els interferents endocrins no són un grup uniforme de substàncies. Segons l'origen de la contaminació en l'aliment, els podem classificar en quatre grups:
1. Contaminants naturals: micoestrògens, com ara la zearalenona, elaborats per fongs del gènere Fusarium, que contaminen els aliments.
2. Contaminants ambientals: bifenil policlorat, dioxines, benzopirè, components de productes domèstics ordinaris i metalls pesants (Pb, Cd, Hg).
3. Contaminants de procés: bisfenol A, ftalats.
4. Residus de la producció agrícola: productes fitosanitaris.